# Eric Amadio
Eric Amadio (Los Angeles, ...) è un regista e sceneggiatore statunitense.

## Biografia
Nato a Los Angeles, Eric Amadio ha lavorato a vari progetti cinematografici, scrivendo e producendo vari lungometraggi tra cui Columbus Day, Stuntmen e Shadows and Lies. È divenuto noto soprattutto per After Sex e per essere il co-creatore della serie televisiva Snowfall.

## Filmografia parziale

### Regista
- After Sex - Dopo il sesso (After Sex) (2007)

### Sceneggiatore
- After Sex - Dopo il sesso (After Sex), regia di Eric Amadio (2007)
- Snowfall - serie TV, 61 episodi (2017-2023)